# Spongilla
Spongille
Genre
Spongilla (les spongilles) est un genre d'éponges d'eau douce, de la famille des Spongillidae. On en connaît environ 120 espèces.
Ces animaux coloniaux sont des filtreurs qui se nourrissent principalement de matière organique ou de bactéries et de nanoplancton ou de microplancton en suspension. Ils prennent des formes très différentes et peuvent lentement se mouvoir et lentement se gonfler et se dégonfler grâce à un pseudo-squelette souple et mou et capable de changer de forme en quelques jours. Certaines espèces hivernent et d'autres meurent en hiver après avoir produit une grande quantité de propagules dits gemmules, qui sont probablement une adaptation aux conditions changeantes et difficile des milieux dulçaquicoles comparativement à l'environnement marin (plus stable).
L'espèce la plus connue et la plus souvent observée au sein de ce genre est Spongilla lacustris.

## Histoire taxonomique
Ces espèces ont longtemps intrigué les naturalistes, qui les ont d'abord confondues avec des plantes primitives, avant de les classer parmi les animaux filtreur pluricellulaires, d'organisation simple (du groupe des Métazoaires).
Le genre Spongilla a ainsi été utilisé en 1860 par le biologiste John Hogg (1800-1869) pour tenter de justifier l'existence d'un quatrième royaume de la vie
La biologie moléculaire a permis de mieux les connaitre, mais certaines de leurs caractéristiques restent mal comprises

## Habitat, répartition
Les espèces de ce genre sont largement réparties dans le monde. Ces éponges vivent dans les lacs, certains étangs et cours d'eau lents, y compris à l’abri de la lumière dans des réservoirs ou certaines conduites d'eau souterraines ou rivières souterraines proches de la surface.
Ces éponges sont rares ou absentes dans certains milieux et parfois localement très abondantes dans d'autres (1,7 g de matière sèche par mètre carré mesurés en octobre (pic de biomasse) dans une mare acide à sphaignes du centre du New Hampshire aux États-Unis étudiée par Frost et al. (1982). Certains troncs et branches immergés peuvent en être presque entièrement couverts.
Quelques espèces semblent relativement ubiquistes en termes de température et de dureté de l'eau. Elles ne vivent toutefois qu'à partir d'une certaine profondeur dans la colonne d'eau, vu leur vulnérabilité aux effets de l'air et aux ultra-violets solaires (dessiccation).
Divers auteurs considèrent cette éponge comme caractéristiques des eaux claires, il s'en trouve parfois aussi dans des eaux très turbides. Elles sont supposées dépendantes d'un substrat dur, mais peuvent parfois s'en passer par exemple en poussant verticalement à partir du fond tourbeux là il n'y a pas ou peu de sédimentation en hiver (ex : dans une mare à sphaignes), ou en s'attachant à des macrophytes aquatiques). Des éponges peuvent croître sur des moules et autres mollusques fixés (jusqu'à les enrober et les asphyxier parfois), mais ne semblent pas capables de se fixer sur des carapaces de tortues ou d'autres animaux (dont mollusques mobiles tels que les escargots aquatiques).
Une étude ayant comparé les populations d'espèces différentes du Rhin a conclu que S. lacustris n'est trouvée dans le milieu qu'en saison chaude alors que sa cousine S. fluviatilis est aussi trouvée en saison froide et qu'elle survit dans des zones périodiquement exondées.
Cette espèce est la plus ubiquiste des éponges d'eau douce ; elle est dite eurybionte, c'est-à-dire qu’elle est adaptée à presque tous les types d’eau douce, indépendamment du courant et de la température de l'eau (du moment qu'il y ait assez de silice biodisponible et assez de particules nutritives en suspension).
On la trouve souvent dans les lacs (d'où son nom scientifique), mais parfois aussi dans des fleuves ou certains canaux.
Elle serait plus fréquente dans les eaux profondes, mais présente jusqu'à quelques dizaines de centimètres en dessous de la surface d'eaux lentes ou fermées. On la trouve parfois dans des zones où la lumière est absente (tuyauteries, siphons, rivières tubées ou souterraines charriant une eau riche en matières en suspension…).

## Description

### Forme
Les espèces de ce genre sont particulièrement polymorphes, générant au sein d'une même espèce des formes et tailles très variées, y compris dans un même habitat (fleuve, lac, carrière inondée, etc.). Selon leur âge, l'espèce, et peut-être l'environnement et pour des raisons et facteurs encore mal compris, ces éponges produisent des formes (éventuellement anamorphosées) très variées :
- certaines sont petites et en forme de disque ou de nodules ou formant des groupes de nodules plus ou moins anamorphosés ;
- d'autres encore (plus rarement) produisent des colonies plus complexes ; « digitée » horizontales ou dressées (tubulaires et plus ou moins massives) ; ce sont aussi parfois des « manchons » gainant des branches immergées, un pieu de bois, etc.) ;
- encore plus rarement, ce sont des structures franchement « arborescentes » et ramifiées (chez S. lacustris ; les individus très arborescents et de grande taille sont nettement plus rares, occasionnellement observés dans les milieux qui leur sont favorables).

### Taille et épaisseur
Leur taille (pour une colonie adulte) est souvent centimétrique, mais des éponges plates et encroutantes peuvent former des taches de plusieurs dizaines de centimètres. Des éponges digitées ou arborescentes peuvent dans certains lacs ou certains canaux occuper des surfaces importantes. Les "doigts" ou branches de ces individus peuvent être épais de plusieurs centimètres d'épaisseur et mesurer plus de 20 cm de longueur. Certaines sont fines et « encroutantes », formant alors des tapis généralement peu épais (un à quelques millimètres) pouvant exceptionnellement s'étendre à des surfaces atteignant le mètre carré.

### Couleur
La coloration varie selon l'espèce, l'exposition à la lumière et la nourriture de l'éponge. Elle est généralement blanc cassé, blanc-gris ou jaunâtre à brun clair sauf chez S. lacustris, qui en raison d'une symbiose algale, peut devenir verte (vert sombre à vert presque fluo selon l'espèce de zoochlorella qui la colonise, et la densité des chlorelles présentes dans le tissu de l'éponge), pour sa partie exposée à la lumière tout en restant jaunâtre à blanchâtre pour une partie qui en serait totalement protégée. L'éponge n'est alors verte que si elle reçoit suffisamment de lumière solaire et durant assez longtemps. Grâce à l'association symbiotique avec des chlorellae (algue unicellulaire verte (zoochlorela), l'éponge devient alors en quelque sorte photosynthétique (elle est parfois couverte de bulles d'oxygène en fin de journée estivale). La capacité de production d'oxygène de l'éponge est directement liée à la teneur de l'éponge en chlorophylle et à la lumière qu'elle reçoit.

## Critères de détermination
Une même espèce peut prendre tout ou partie des formes et couleurs évoquées ci-dessus (leur couleur varie selon les bactéries ou algues symbiotes ou opportunistes qu'elles hébergent). Dans le noir total ou à grande profondeur, elles ont généralement une couleur blanche à blanc-crème.
Pour ces raisons, leur identification ne peut être faite que par un spécialiste qui observera la forme et l'agencement interne des spicules ou sclères qui en forment le squelette, ainsi que les gemmules (gemmules qui peuvent cependant présenter un certain polymorphisme).

## Biologie
L'éponge se construit ensuite sans véritables plans prédéfinis, sans organes ni symétrie et sans vraies cellules musculaires, nerveuses ou sensorielles, bien qu'elle puisse se contracter et lentement se déplacer.
La croissance, le métabolisme et la reproduction de certaines espèces sont caractérisés par un cycle saisonnier très marqué. S lacustris se reproduirait moins par voie sexuelle que S fluviatilis
Les symbioses interfèrent avec la biologique des éponges concernées (ainsi, une étude faite en 1979 a montré qu'au sein de l'espèce S. lacustris des variants blancs ont gemmulé une semaine ou deux avant les éponges vertes, avec moins gemmules (qui étaient par contre de taille plus uniforme que ceux des éponges vertes). Les gemmules « Blanc » et « verts »ont éclos de manière synchrone au printemps.
Dans certains contextes, les éponges peuvent être exposées à une « neige sédimentaire » qui tend alors à les couvrir d'un tapis de particules et de microbes, mais elles résistent très bien au biofouling et au « périphyton » fixé). De manière générale, toutes les espèces d'éponges se montrent capables de se débarrasser de tout ou partie de leur périphyton.

### Reproduction

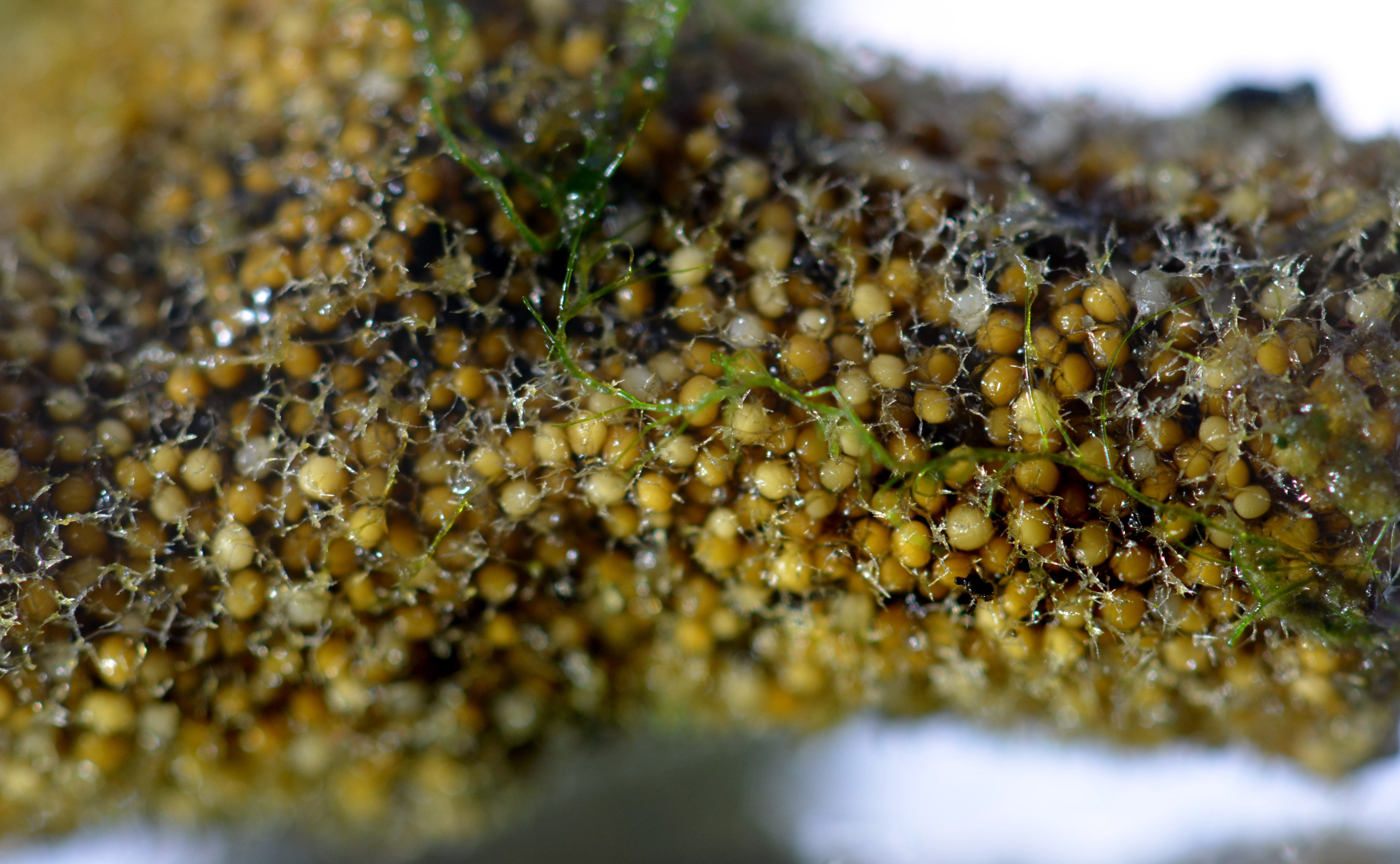
Gemmules (ici chez une colonie Spongilla lacustris formant une gaine autour d'une branche immergée)

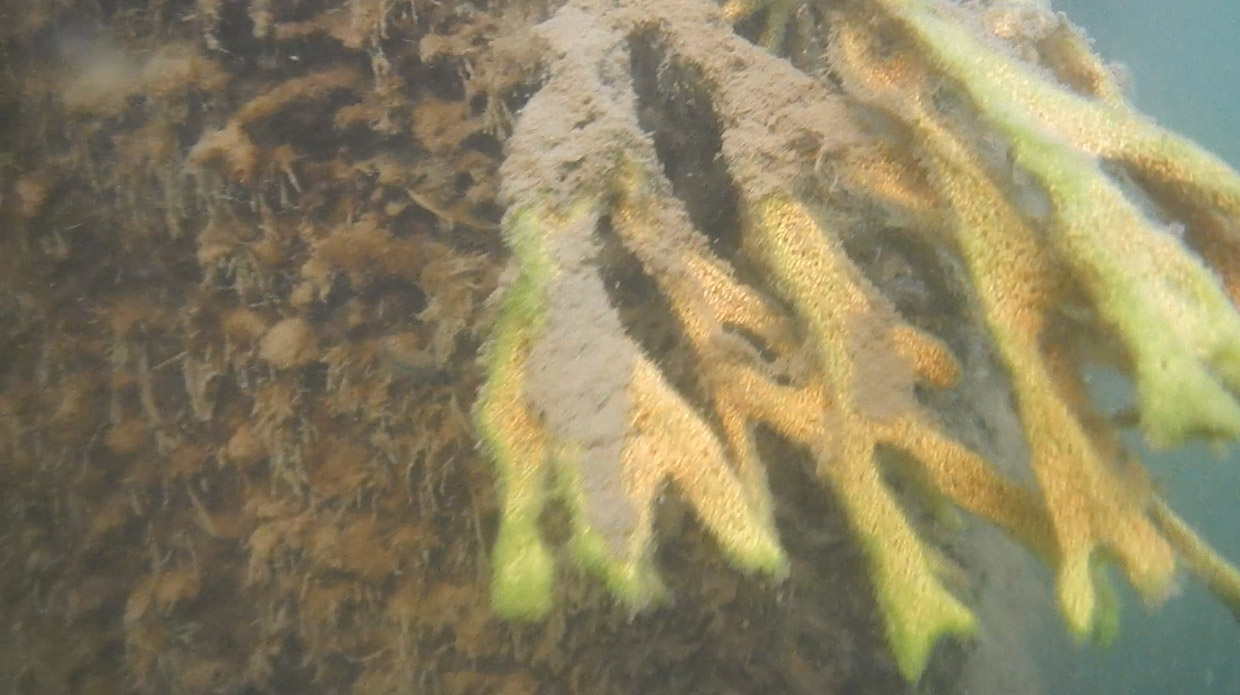
Gemmules apparaissant dans la chair d'une éponge Spongilla lacustris (en train de s'autolyser) en fin d'automne. Seules les gemmules survivent à l'hiver
(La substance grise visible sur l'image résulte d'une pluie de fèces et pseudofèces de moules zébrées et d'autres organismes.)

Ces éponges peuvent se reproduire à la fois de manière sexuée (via des larves mobiles planctoniques) et par voie asexuée (via les gemmules et/ou par division et régénérescence d'une partie cassée ou coupée).
Simpson et al. (1973) ont étudié l'ovogenèse, la spermatogenèse, la production de larves, ou la reproduction asexuée par « gemmulation » (en particulier l'éclosion de gemmules et leur croissance), montrant que ces évènements se produisent à des moments précis de l'année, avec toutefois des différences individuelles (par exemple les individus épais produisent des gemmules en octobre alors que les individus plus petits le font en juillet). L'association avec une algue symbiotique pourrait peut-être être favorisée ou défavorisée selon la date de gemmulation. 
Dans les régions froides à tempérées, les gemmules éclosent quand la température de l'eau est encore fraiche (4 à 5 °C) ; il existe donc un autre facteur que l'augmentation de la température pour stimuler l'éclosion.
On a observé dans le mésenchyme de S. lacustris un groupement d'archéocytes, ainsi que des agrégats de très jeunes individus (au stade post-larvaire) ; leurs fonctions ne sont pas encore clairement comprises.
En laboratoire, Gilbert et al. ont prélevé des branches gémulées (Courtes, de 0,3 cm et plus longues (1,5 à 2,5 cm) de l'éponge S. lacustris qu'ils sont stockés en frigo puis réimplanté dans la mare d'origine, mais à trois dates différentes (d'environ un, deux, et trois mois de retard après la date normale d'éclosion des gemmules). Les éponges provenant de ces implants ont fabriqué des œufs, tant dans leurs tissus anciens que nouveaux durant trois à quatre semaines après l'éclosion des gemmules.
Deux clones d'une même éponge peuvent fusionner et deux branches d'une éponge complexe peuvent s'anastomoser.

#### L'œuf, l'embryon et la larve
Chez les spécimens bien développés de S. lacustris, les ovocytes apparaissent (par différenciation à partir d'archeocytes)  en juin-juillet.
Ils grandissent jusqu'à d'abord atteindre une taille de 50 µm (l'ovocyte est à ce stade enfermé dans une mono-couche couche d'épithélium folliculaire, qui sera conservée jusqu'à ce qu'en émerge la larve planctonique). Une seconde phase de croissance conduit les ovocytes à atteindre (par phagocytose de trophocytes) environ 220 µm alors que la structure de l'œuf se complexifie (couche distincte autour la matière centrale et petits granules entourant le noyau). Certains blastomères sont binucléés.
L'embryon est d'abord constitué de cellules uniformes à haute teneur en jaune ; en périphérie, elles sont légèrement aplaties plutôt que sphériques. À ce stade de développement, les premiers scléroblastes apparaissent.
Une cavité (dite « cavité larvaire ») se forme ensuite, bordée de pinacocytes, jusqu'à occuper la moitié environ du volume de la larve au moment de l'émergence, tout en prenant une forme hémisphérique. Les cellules de la périphérie de la larve forment un épithélium cilié multisérié en forme de colonne et mono-couche, avec des noyaux en forme de larme.
La larve émerge en traversant son follicule, puis doit percer la paroi du système de canal exhalant pour être expulsée dans le milieu aquatique. À ce stade, la larve a développé quelques chambres flagellés, qui peuvent déjà être intégrées dans une ébauche de canal et de système exhalant. Les scléroblastes qui étaient déjà perceptibles, ont déjà commencé à former des spicules isolés, qui peuvent s'entremêler et former des complexes spicules-spongine.

#### Les symbiotes lors de la reproduction
Chez les espèces symbiotiques, il y a transmission verticale de symbiotes : les gemmules de S lacustris contiennent souvent déjà une ou plusieurs cellules d'une ou plusieurs espèces d'algues symbiotes, qui seront bénéfiques au développement de l'éponge fille, en lui fournissant des sucres et de l'oxygène natif, directement dans le milieu intérieur.

### Croissance coloniale
Après le stade larvaire ou gemmule, le premier stade colonial est la coalescence de cellules individuelles.
Au laboratoire, trois à cinq jours après le début de la formation d'une colonie par agrégation de gemmules, les cellules de S. lacustris  forment ainsi des couches confluentes qui constituent peu à peu des membranes. Dans le même temps l'éponge forme des canaux et des pores et elle sécrète une protéine qui l'attache fortement au substrat.

### Capacités de régénération
Les cellules d'une éponge coloniale broyée peuvent se réunir et se réorganiser en un nouvel organisme colonial grâce à des cellules totipotentes, mais cette capacité de régénération décline avec l'âge des individus et avec la répétition du processus de destruction/régénération (la taille des cellules régénérées et de leur noyau diminue également avec l'âge de l'éponge).

## Liste d'espèces
Selon World Register of Marine Species (12 août 2023) :
- Spongilla alba Carter, 1849
- Spongilla arctica Annandale, 1915
- Spongilla cenota Penney & Racek, 1968
- Spongilla chaohuensis Cheng, 1991
- Spongilla helvetica Annandale, 1909
- Spongilla jiujiangensis Cheng, 1991
- Spongilla lacustris (Linnaeus, 1759)
- Spongilla manconiae Calcinai & Bertolino, 2020
- Spongilla mucronata Topsent, 1932
- Spongilla permixta Weltner, 1895
- Spongilla prespensis Hadzische, 1953
- Spongilla sarasinorum Weltner, 1901
- Spongilla shikaribensis Sasaki, 1934
- Spongilla stankovici Arndt, 1938
- Spongilla wagneri Potts, 1889

## Systématique
Le nom valide complet (avec auteur) de ce taxon est Spongilla Lamarck, 1816.
Spongilla a pour synonymes :
- Crelloxea Hechtel, 1983
- Euspongilla Vejdovsky, 1883
- Songilla Ganin, 1879
- Spongillia Turpin, 1838
- Spongillus Fischer de Waldheim, 1834
- Tupha Oken, 1815

### Vidéographie
- Compilation d’images vidéo d’éponges d’eau douce, par Piotr « bruner » Gruszeczka